# 内藤治夫
内藤 治夫（ないとう はるお、1952年6月 - ）は、日本の工学者、岐阜大学大学院工学研究科人間情報システム工学専攻エネルギー制御工学講座教授を経て、岐阜大学名誉教授。専攻はパワーエレクトロニクス。

## 経歴
愛知県出身。愛知県立旭丘高等学校を経て、1975年、東京大学工学部卒業。1980年、東京大学大学院工学研究科博士課程修了後、株式会社東芝 重電技術研究所入社。2000年4月より、岐阜大学工学部教授。2018年3月、岐阜大学名誉教授。

## 著書

### 共著
- 『パワーエレクトロニクス&ACドライブ』（電気書院, 1987年）
- 『アクチュエータ実用事典』（トリケプス, 1988年）
- 『実用・モータ制御システム設計マニュアル』（総合電子, 1997年）
- 『電気工学ハンドブック』（電気学会, 2000年）